# Expositurkirche Haimingerberg

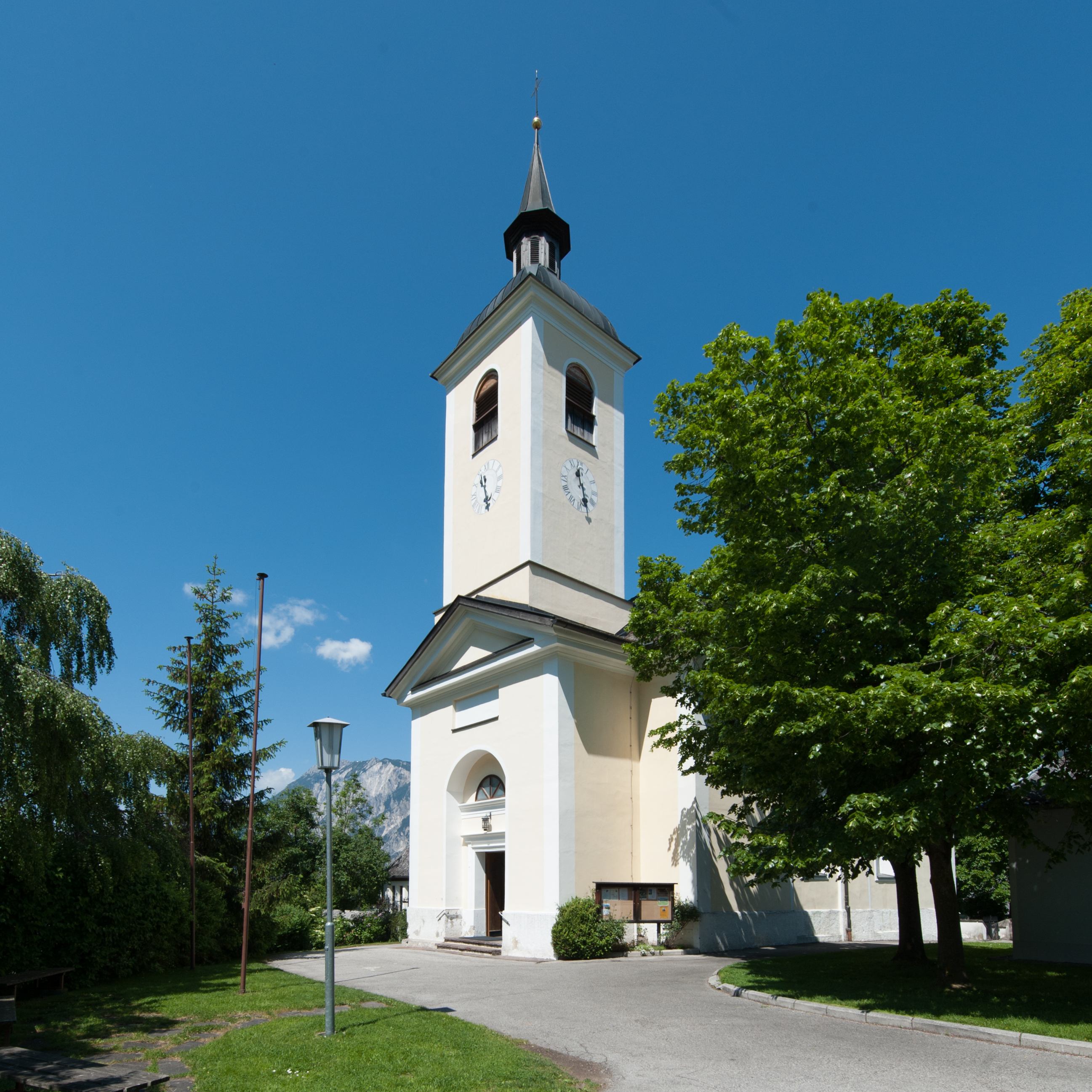
Expositurkirche Mariä Heimsuchung in Haimingerberg

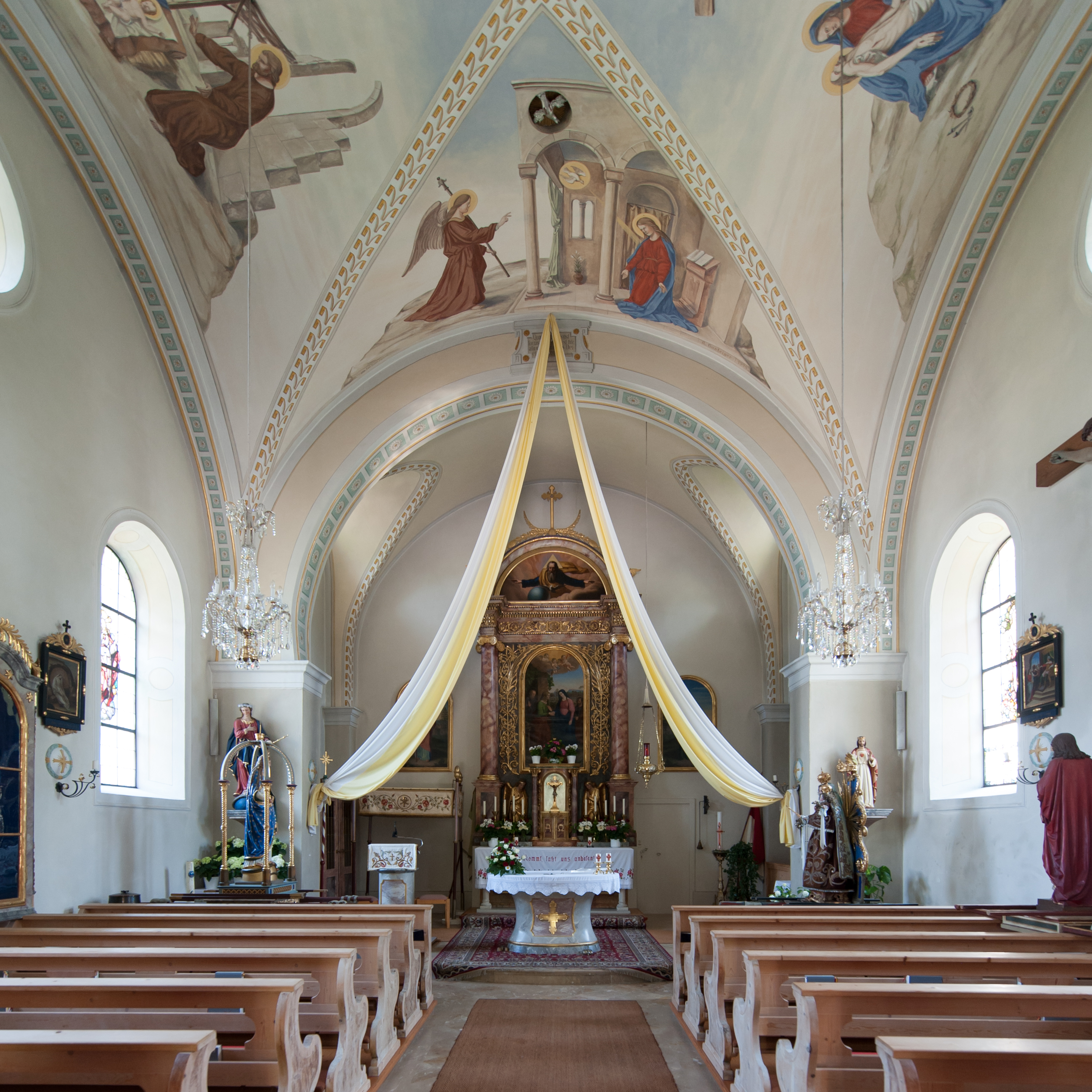
Innenansicht zu Fronleichnam

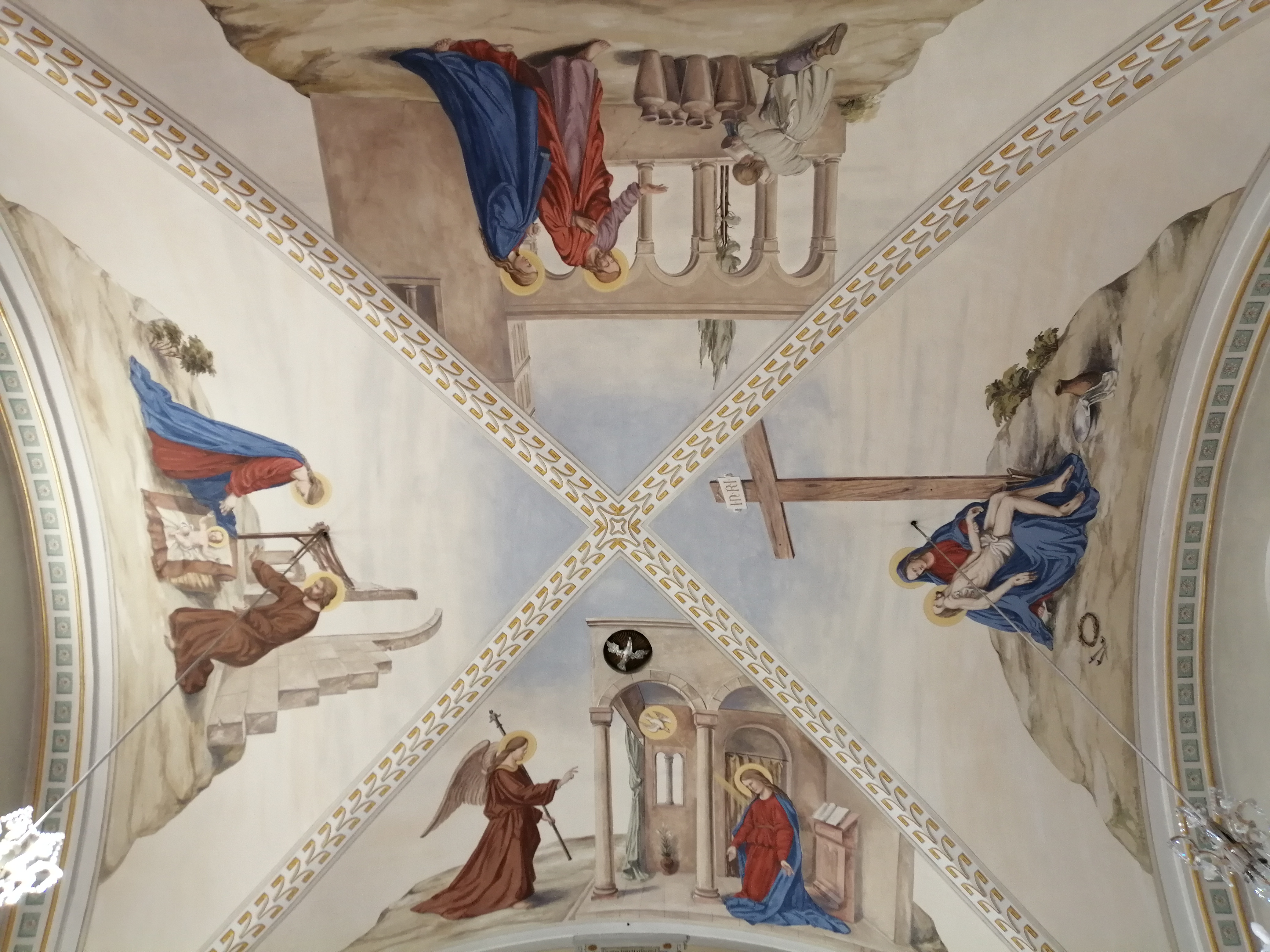
Deckengemälde

Die römisch-katholische Expositurkirche Haimingerberg steht in der Streusiedlung Haimingerberg (früher: Silzerberg) in der Gemeinde Haiming im Bezirk Imst in Tirol. Sie ist dem Fest Mariä Heimsuchung geweiht und ist eine Expositur der Pfarre Haiming im Dekanat Silz in der Diözese Innsbruck. Die Kirche steht unter Denkmalschutz (Listeneintrag).

## Lagebeschreibung
Das Zentrum der Streusiedlung Haimingerberg ist der Weiler Höpperg. Dort steht das Gebäude auf einem Felsen in 1.009 Meter Seehöhe über dem Inntal.

## Geschichte
Vor der Errichtung der Kirche geschah die Seelsorge von der Pfarrei Silz aus. Am 26. Mai 1845 wurde für die neu zu bauende Kirche der Grundstein gelegt und der Aufbau begann. Am 10. November 1846 erfolgte die Benedizierung der Kirche durch den Stamser Prälaten Alois Schnitzer. Von diesem Zeitpunkt an konnten in der Kirche gottesdienstliche Handlungen stattfinden. Die Weihe der Kirche geschah am 28. Juni 1850 durch den Weihbischof von Brixen, Georg Prünster. Renovierungen erfolgten in den Jahren 1923/24 (innen und außen), 1953 (Kirchendach), 1955 (außen), 1968 (Veränderungen im Sinne der Liturgiereform) und 1994 (Innenraum).

## Architektur
Außenbeschreibung
Die Kirche ist ein einfacher, genordeter, spätklassizistischer Bau. Er steht auf einem großen Felshügel. Über der südlichen Hauptfassade mit Risalit und Dreiecksgiebel ist ein 27 Meter hoher Turm. Die Schallfenster sind mit Rundbögen versehen. Der Turm wird durch eine Biedermeierhaube mit Laterne gedeckt. Das Portal mit Sturz liegt in einer Rundbogennische. Das Dach ist mit Holzschindeln gedeckt. An der Westseite schließt der Friedhof an und im Osten das Pfarrhaus.
Innenbeschreibung

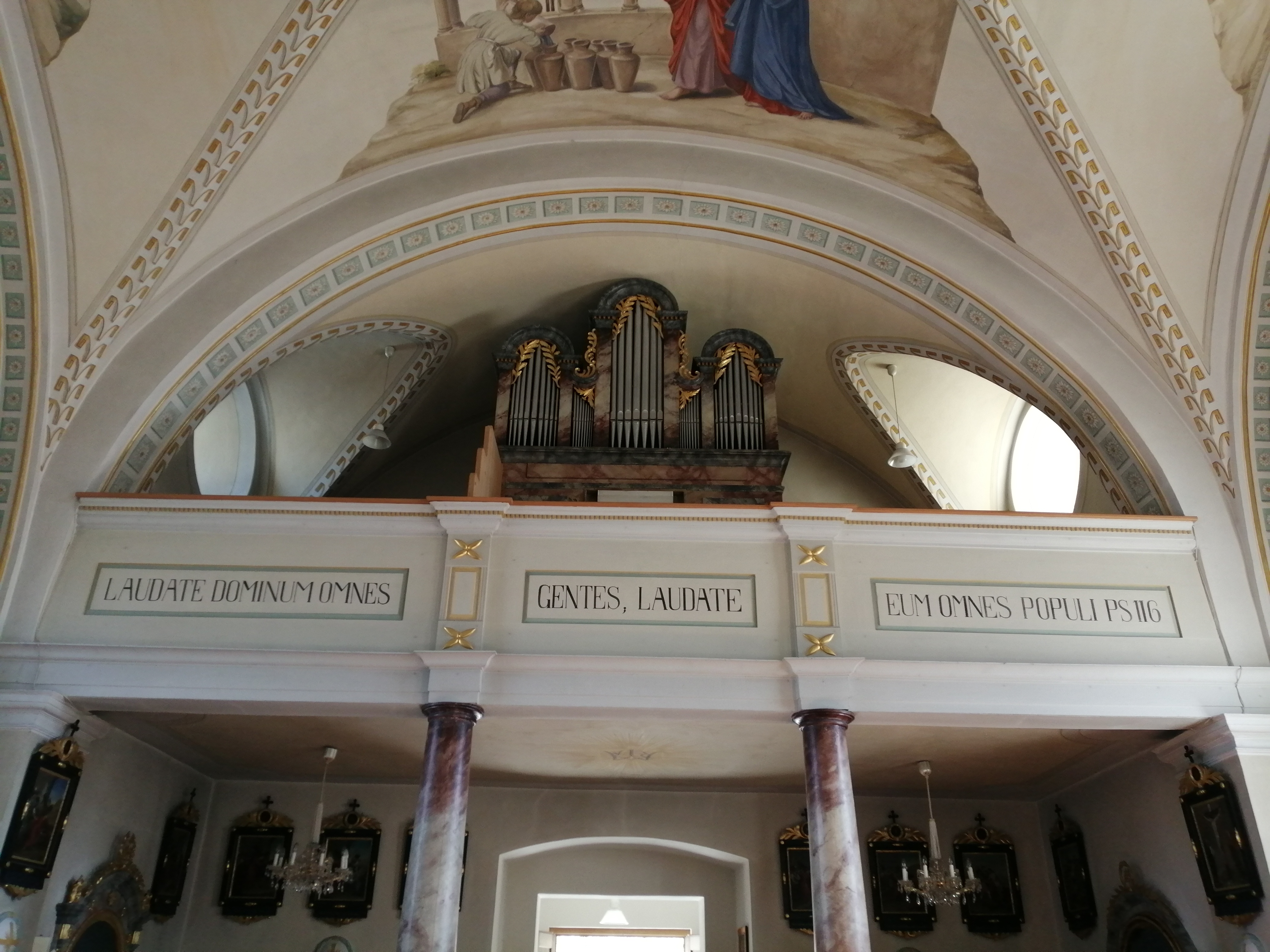
Innenansicht gegen Empore

Beim Betreten des Gotteshauses gelangt man zunächst in einen kleinen Vorraum, der das Erdgeschoß des Risalits bildet. Das Langhaus ist einjochig, quadratisch und kreuzgratgewölbt. Über den Rundbogenfenstern sind Kreisfenster. Der Chor ist gerade geschlossen. Von ihm aus gelangt man auf der rechten Seite in die angebaute Sakristei. Sowohl zum Chor als auch zur Empore hin schließt der Zentralraum mit Rundbögen.

## Ausstattung
Der Hauptaltar stammt aus der Bauzeit. Das Hauptgemälde zeigt die Heimsuchung Mariens, das Obergemälde Gottvater mit dem Hl. Geist als Taube. Beide Gemälde sind von Johann Mader. Im Zuge der Liturgiereform wurde vor den Hauptaltar ein schlichter, ovaler Volksaltar gestellt. Links und rechts vom Hauptaltar befinden sich Rundbogengemälde: Links der hl. Joachim und der hl. Josef mit Jesuskind, rechts die hl. Anna und der hl. Aloisius in Gebetshaltung.

## Orgel
Die Orgel baute Mathias Weber 1847. Sie besitzt neun Register, verteilt auf ein Manual und das Pedal.